# Клингены (немецкий дворянский род)
Бароны фон Клинген (нем. Freiherren von Klingen) — влиятельный в период Средних веков немецкий дворянский род из Тургау.
Существование представителей рода фон Клинген документально засвидетельствовано для периода XII—XV веков; однако, не исключено, что род гораздо более древнего происхождения. Так, по ряду предположений святая Виборада (1 пол. X в.) могла быть одной из Клингенов. Генеалогия семьи затруднена не только по причине отсутствия надёжных письменных источников, но и из-за слишком частого использования имён Вальтер и Ульрих.
Обширные, но вместе с тем разрозренные владения семьи располагались, в первую очередь, к северо-востоку от горы Оттенберг (под Вайнфельденом), с центром в замке Альтенклинген (на территории общины Вигольтинген), вдоль Нижнего озера (часть Боденского озера) с Маммерном и Штайном-на-Рейне с замком Хоэнклинген, а также на реке Ааре с основанным Клингенами городом Клингнау.

## Исторический очерк
Первым известным представителем рода считается Вальтер (I), который около 1150 года занимал должность фогта (светского управителя) в монастыре святого Георгия в Штайне-на-Рейне, и в 1169 году выступал свидетелем епископа Констанца, бенефициарием которого он являлся.
Предполагаемые сыновья Вальтера фон Клингена, Ульрих (I) и Вальтер (II), около 1170 года переняли от отца должность монастырского фогта, и, вероятно, стали родоначальниками двух линий рода Клинген (Альтен- и Хоэнклинген), которые, однако, однозначно различимы лишь в период после 1250 года.
Ульрих (II), сын Ульриха (I), на полученных в качестве приданого от Вальтера фон Тегерфельдена (отца его жены Иды) землях, основал в 1239 году город Клингнау. Его сыновья, также Ульрих (III) и Вальтер (миннезингер), в 1251, либо в 1253 году разделили наследство: Ульрих получал все владения в Тургау с родовым замком Альтенклинген, в то время как Вальтеру отошли тегерфельденские земли с городом Клингнау. Однако уже в 1269 году Вальтер продал свои владения (Клингнау — констанцскому епископу, и многие прочие земли — шварцвальдскому аббатству святого Власия), переселившись в Страсбург, где он принадлежал к кругу Рудольфа I.
С 1280 годов Клингены поддерживали тесный контакт с Габсбургами, но смогли при этом сохранить относительную независимость вплоть до середины XIV века.
В то время как альтенклингенская линия успешно противостояла вызовам времени вплоть до конца XIV века, Хоэнклингены, разделившиеся в 1347 году на линии Хоэнклинген-Бехбург и Хоэнклинген-Брандис, уже во второй половине XIV столетия лишились большей части своих владений. Так, в 1358 году братья Ульрих и Вальтер фон Хоэклинген-Брандис продали свою половину светского управления (права фогта) в Штайне-на-Рейне и в монастыре святого Георгия, а также владение Хоэнклинген с одноимённым замком Австрии, поступив одновременно на австрийскую службу.
Линия Альтенклинген лишь в лице своего последнего представителя, Вальтера была интегрирована в габсбургскую систему власти: в 1381—1385 годах он занимал должность земского наместника (нем. Landvogt, ландвойт) в Ааргау, Тургау, в Шварцвальде и в Зундгау. После его смерти в 1394 году большая часть владений Альтенклингенов была унаследована родственным родом фон Бусснанг (нем. Freiherren von Bussnang), в то время как фамильный герб и имперские лены — в том числе унаследованное в 1350 году владение Матцинген, а также должности фогта в Обервинтертуре (в настоящее время — один из округов города Винтертур) и в Визендангене, перешли к Вальтеру фон Хоэнклингену; дочь последнего, Анастасия (†1429), была аббатисой цюрихского Фраумюнстера.
В первой половине XV века Ульрих фон Хоэнклинген, сын Вальтера, и последний представитель рода, ввиду финансовых проблем в 1433 году был вынужден уступить вторую половину родового замка Хоэнклинген и город Штайн-на-Рейне Каспару фон Клингенбергу (†1439). После смерти Ульриха в 1444/1445 году значительная часть наследства Клингенов отошла графам фон Фюрстенберг.

## Известные представители рода
- Вальтер фон Клинген (после 1240—1286), миннезингер